# Ptochosiphla oedipus
Ptochosiphla oedipus là một loài bướm đêm trong họ Erebidae.